# بات سيمونز
بات سيمونز هو لاعب كرلنغ كندي، ولد في 21 نوفمبر 1974 في موسجاو في كندا.

## وصلات خارجية
- بات سيمونز على موقع الاتحاد الدولي للكرلنغ (الإنجليزية)